# Aspidoras lakoi
Cá chuột sao (tên khoa học Aspidoras lakoi) là một loài cá nhiệt đới nước ngọt thuộc phân họ Corydoradinae của họ Callichthyidae. Loài cá có nguồn gốc ở các vùng nước ngọt nội địa Nam Mỹ và được tìm thấy nhiều ở lưu vực sông Paraná của Brazil.

## Đặc điểm
Aspidoras lakoi có chiều dài trung bình 4 cm (1.6 inch). Chúng là loài cá ôn hòa và sẽ là tốt khi nuôi trong một bể nuôi cá với loài cá khác. Một bầy nhỏ nên được giữ trong một thùng ít nhất 20 gallon.

## Thức ăn
Chúng ăn sâu bọ, động vật giáp xác ở tầng đáy, côn trùng và tảo thủy sinh.

## Sinh sản
Cá đẻ trứng trong thảm thực vật dày đặc và cá bố mẹ không bảo vệ trứng của mình.